# Pietro Chiarini
Pietro Chiarini (né en 1717 à Brescia et mort en 1765 à Crémone) est un compositeur italien du XVIIIe siècle.

## Biographie
On sait peu de choses de la vie de Chiarini. De 1738 à 1744, il habita Venise, où il composa quatre opéras et un oratorio. Il alla ensuite à Crémone, où, en 1754, il écrivit l'intermezzo La donna dottoressa et le fit représenter. Il fut nommé maître de chapelle de la ville de Crémone par J.U. Haffner en 1756. Seuls les livrets de ses opéras et la comédie musicale Il Geloso Schernito, attribuée par erreur à Pergolèse, nous sont parvenus.

## Œuvres

### Opéras
La date et la ville mentionnées sont celles de la première représentation.
1. Argenide (livret de Girolamo Alvise Giusti, opéra sérieux, 1738, Venise)
2. Arianna e Teseo (opéra sérieux, 1739, Brescia)
3. L'Issipile (livret de Métastase, opéra sérieux, 1740, Brescia)
4. Il finto pazzo (révision de La contadina astuta de Tommaso Mariani par Carlo Goldoni, intermezzo, 1741, Venise)
5. Achille in Sciro (livret de Métastase), opéra sérieux, 1739)
6. Artaserse (livret de Métastase, opéra sérieux, 1741, Vérone)
7. Statira (livret de Carlo Goldoni, opéra sérieux, 1741, Venise)
8. Amor fa l'uomo cieco (livret de Carlo Goldoni, intermezzo, 1742, Vérone)
9. Il Ciro riconosciuto (livret de Métastase, opéra sérieux, 1743, Vérone)
10. I fratelli riconosciuti (opéra sérieux, 1743, Vérone)
11. Meride e Salimunte (livret d'Apostolo Zeno, opéra sérieux, 1744, Venise)
12. Alessandro nelle Indie (livret de Métastase, opéra sérieux, 1744, Vérone)
13. Il geloso schernito (livret de Giovanni Bertati, intermezzo, 1746, Venise)
14. La Didone abbandonata (livret de Métastase, opéra sérieux, 1748, Brescia)
15. La donna dottoressa (intermezzo, 1754, Crémone)
16. Ezio (livret de Métastase, opéra sérieux, 1757, Crémone)